# De Havilland DH.86 Express
Die De Havilland DH.86 Express war ein viermotoriges Verkehrsflugzeug des britischen Herstellers de Havilland Aircraft Company aus den 1930er Jahren. Es konnte bis zu 12 Passagiere aufnehmen.

## Geschichte
1933 vereinbarten die Regierungen von Großbritannien, Indien, Malaya, der Straits Settlements und Australiens, einen gemeinsamen Luftpostdienst einzurichten. Am 23. September 1933 bestellte Qantas, das sich Hoffnungen auf die Strecke von Singapur nach Brisbane machte, ein für diesen Zweck geeignetes Flugzeug bei de Havilland. Dieser Bestellung schloss sich auch Holymans Airways an, das die Verbindung nach Tasmanien bedienen wollte. Die aus diesem Auftrag hervorgehende DH.86 erhielt die inoffizielle Bezeichnung Express oder Express Air Liner. Der Erstflug fand am 30. Januar 1934 statt.

## Konstruktion
Die DH.86 war eine viermotorige Version der erfolgreichen De Havilland DH.84 Dragon, einem überwiegend aus Sperrholz bestehenden Doppeldecker. Das neue Flugzeug fiel etwas größer aus und bot mit sich verjüngenden Tragflächen und dem verkleideten Fahrwerk weniger Luftwiderstand. Als Antrieb diente der stärkste Motor des Herstellers, der neue 200-PS-Motor Gipsy Six. In der Langstreckenversion konnten bis zu zehn Fluggäste befördert werden. Die für Holyman vorgesehene Kurzstreckenversion bot Platz für einen Piloten und zwölf Passagiere.
Neben dem Prototyp entstanden drei weitere Maschinen mit nur einem Pilotensitz. Eine dieser Maschinen, die an Holyman gelieferte „Miss Hobart“, war zu diesem Zeitpunkt das schnellste britische Verkehrsflugzeug. Auf Wunsch von Qantas entstand die DH.86A, bei der ein zweites Besatzungsmitglied hinter dem Piloten untergebracht werden konnte. Am Ende erwies sich diese Version mit ihrem verlängerten Bug als das schnellere Flugzeug.
Nach einer Reihe von Abstürzen bekamen die letzten der 62 gebauten Flugzeuge ein neu gestaltetes Leitwerk. Diese Maschinen erhielten die Bezeichnung DH.86B.

## Die Absturzserie
Bei der DH.86 lagen nur vier Monate zwischen der Entwurfsstudie und den Testflügen, da das Flugzeug rechtzeitig zum Beginn des Luftpostdienstes zur Verfügung stehen musste. Mit Rücksicht auf die geringe Motorleistung war das Flugzeug sehr leicht gebaut worden. Unter bestimmten Bedingungen erwies sich die DH.86 als schwer zu beherrschen, was teilweise durch das zu klein bemessene Seitenleitwerk bedingt war.
Nach zahlreichen Abstürzen führte die Royal Air Force 1936 eine Reihe von Testflügen durch. Obwohl die Ergebnisse dieser Untersuchung zur Entwicklung der verbesserten Version 86B führten, wurden keine Umbauten an den älteren Flugzeugen angeordnet. Die Absturzserie setzte sich daher in den nächsten Jahren fort. Der Untersuchungsbericht wurde erst vierzig Jahre später der Öffentlichkeit zugänglich gemacht.
Die australische Regierung nahm 1936 die Abstürze zum Anlass, um der DH.86 vorübergehend die Zulassung zu entziehen und das Importverbot für amerikanische Flugzeuge aufzuheben. Bei den Konkurrenzmodellen Boeing 247, Douglas DC-2 und Douglas DC-3 hatte sich längst die Ganzmetallbauweise durchgesetzt.

## Versionen
- DH.86: viermotoriger mittelgroßer Doppeldecker mit Einmanncockpit
- DH.86A: verbesserte Version mit Zweimanncockpit
- DH.86B: Version mit verändertem Seitenruder

## Nutzung
Die für Imperial Airways gebaute Zweipilotenversion wurde als Diana bezeichnet. Diese Flugzeuge bedienten Verbindungen in Europa und innerhalb des Empires, unter anderem die Strecke von Khartum nach Lagos.
Ein weiterer Kunde war die neuseeländische Fluggesellschaft Union Airways, die zwischen Auckland, Palmerston North und Wellington operierte. Im Zweiten Weltkrieg dienten diese Flugzeuge als Bomber und bekämpften deutsche Hilfskreuzer sowie den japanischen Schiffsverkehr. Nach dem Krieg kamen sie in den Besitz der National Airways Corporation.
Bei Kriegsausbruch befanden sich fünfzehn Maschinen im Liniendienst in Australien und auf Neuguinea. Acht dieser Flugzeuge wurden von der Royal Australian Air Force übernommen und erhielten die RAAF-Seriennummern A31-1 bis A31-8. Im Krieg dienten sie teilweise im Nahen Osten als Sanitätsflugzeuge, die übrigen führten Verwundeten- und andere Transporte in Australien und auf Neuguinea durch.
Von den insgesamt zweiundsechzig gebauten DH.86 waren die meisten bei Kriegsausbruch in Europa im Einsatz. Im Krieg dienten diese Maschinen als Verbindungsflugzeuge oder zur Ausbildung von Navigatoren. Nur wenige überlebten den Krieg.

### Militärische Nutzer
- Australien
  - Royal Australian Air Force
- Finnland
  - Finnische Luftstreitkräfte
- Neuseeland
  - Royal New Zealand Air Force
- Rhodesien
  - Royal Rhodesian Air Force
- Vereinigtes Königreich
  - Royal Air Force

## Technische Daten (DH.86A)

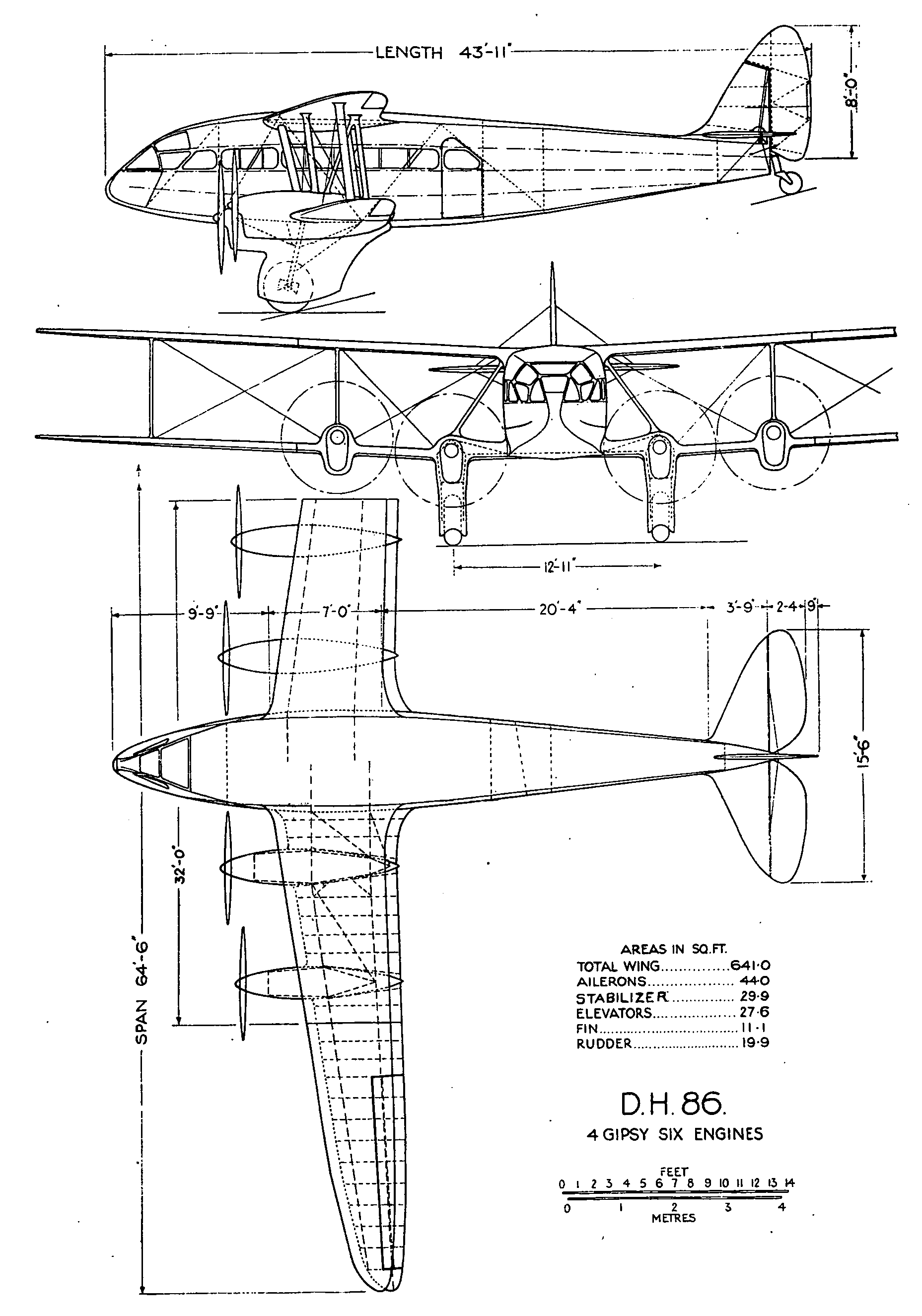
Dreiseitenansicht

| Kenngröße             | Daten                                                                           |
| --------------------- | ------------------------------------------------------------------------------- |
| Besatzung             | 2                                                                               |
| Passagiere            | 10–12                                                                           |
| Länge                 | 14,10 m                                                                         |
| Spannweite            | 19,70 m                                                                         |
| Höhe                  | 4,00 m                                                                          |
| Leermasse             | 2.830 kg                                                                        |
| Startmasse            | 4.650 kg                                                                        |
| Höchstgeschwindigkeit | 267 km/h                                                                        |
| Dienstgipfelhöhe      | 5.300 m                                                                         |
| Reichweite            | 1.200 km                                                                        |
| Triebwerke            | vier 6-Zylinder-Reihenmotoren de Havilland Gipsy Six mit je 150 kW (ca. 200 PS) |